# Cova de les Grajas
La cova de les Grajas és una formació  càrstica  espanyola situada al voltant de Archidona ( Màlaga), a la falda de la muntanya del mateix nom, un dels que conformen la serra del Conjur. L'altitud de la cova és de 775 msnm i està formada per una enorme boca que, encara que té una profunditat considerable, gaudeix de llum natural en tot el seu interior i una petita cova al fons, d'escassa entitat.
Les  excavacions arqueològiques van ser efectuades pel professor Luis Benito del Rei, de la Universitat de Salamanca, entre 1972 i 1976, sent interrompudes per falta de pressupost, malgrat la prometedora riquesa del  jaciment. Actualment no hi ha publicada cap monografia completa sobre els resultats d'aquestes, només es coneixen alguns articles sobre temes molt concrets.
- L'estratigrafia arqueològica ha estat estudiada pels professors Sants Frances i Taula Morillo, ambdós, també, de la universitat de Salamanca.[2] S'han establert nou  nivells arqueològics, sent el de base estèril i els altres més o menys fèrtils, el nivell més potent i més ric és el denominat nivell 6, format per una bretxa de compactació relativament baixa amb nombrosos cants angulosos de material  calcari -  dolomític dins d'una matriu argilosa, carbonatada de textura franc-argilosa i  edafizada, en haver estat part del sòl d'habitació de la cova en  època prehistòrica.

- La indústria lítica pertany al Mosterià, tenint particularitats especialment importants per al coneixement d'aquesta cultura a la península Ibèrica. Des del punt de vista tècnic i tipològic, les peces de les Grajas s'inscriuen dins de la idea que tanca el Mosterià tipus Quina. Encara que no hi ha datacions absolutes, la microfauna ha permès establir que la seqüència d'aquesta cova és molt àmplia, sent el primer lloc de la península i, probablement, d'Europa, on es va plantejar la idea d'un Mosterià molt antic, que es va desenvolupar des de la glaciació de Riss (és a dir, més de 200 000 anys d'antiguitat) fins a la  primera meitat de la glaciació de Würm.

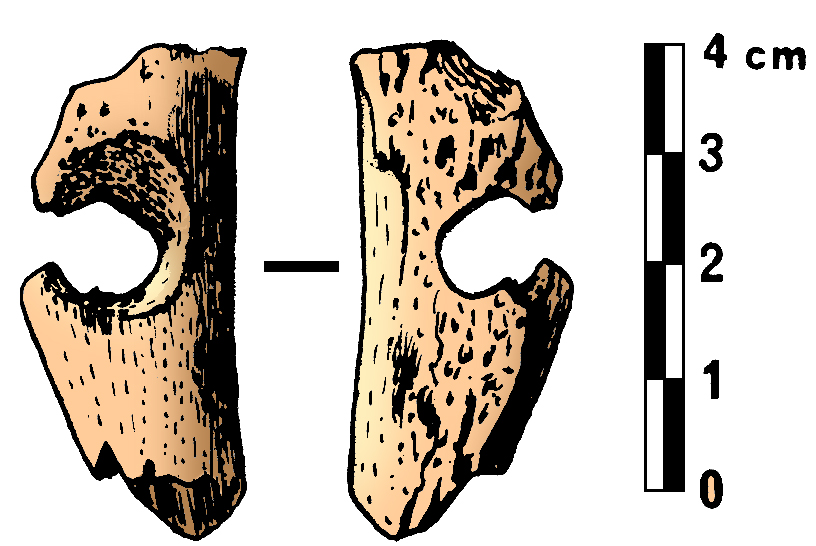
Os perforat procedent del nivell 6 de les Grajas.

Tot i caràcter d'una monografia detallada, aquest jaciment arqueològic ha de ser considerat de summa importància dins del Paleolític ibèric per diverses raons, entre elles proposem alguns exemples:
1. Va ser el primer en què es va plantejar, a mitjans dels  anys 70 la possibilitat que el Musteriense europeu fos molt més antic del que es venia defensant en cercles acadèmics, proposant-se una datació Riss segons els estudis sobre la mircrofauna de[Cal aclariment]
 amb totes 6 per J. Michaux (de la Universitat de Montpeller) i de Nieves López (del CSIC). D'aquesta manera s'endarreria la presència de neandertals a Espanya més enllà dels 200.000 anys d'antiguitat.[3] Proposta que el temps i els descobriments han anat consolidant, de manera que el que en aquella època es considerava alguna cosa insòlit, ja és acceptat per la majoria dels especialistes.[4]
2. Va ser un dels primers jaciments espanyols en els quals es donen a conèixer treballs en os pertanyents «a un Musteriense molt antic, probablement Riss, època en la qual les manifestacions artístiques i els útils d'os són molt escassos».[5] A la data de la publicació, al marge de les peces de Torralba ( Sòria), el panorama es reduïa a la presència de llapis d'ocre o colorants aplicats a alguns utensilis. Afortunadament, ja hi ha nombroses troballes que acompanyen complementen a aquests de les Grajas (vg: La Solana del Zamborino, Pinilla del Valle, Cau del Duc de Torroella ...).
3. L'aprofundiment del coneixement dels estris com a elements dinàmics dins de la cadena operativa, que sofrien canvis de forma al llarg de la seva vida activa, revifats i retocs que fan que la concepció estàtica del tipus lític es quedi obsoleta davant d'una idea de peça canviant al llarg de la seva cadena operativa.[6]